# Niclas Füllkrug
Niclas Füllkrug (sinh ngày 9 tháng 2 năm 1993) là một cầu thủ bóng đá chuyên nghiệp người Đức hiện đang thi đấu ở vị trí tiền đạo cho câu lạc bộ Premier League West Ham United và đội tuyển bóng đá quốc gia Đức.
Füllkrug bắt đầu sự nghiệp của mình với đội dự bị của câu lạc bộ Werder Bremen với tư cách là cầu thủ trẻ. Sau khi chơi cho đội một ở Bundesliga và được cho mượn đến câu lạc bộ 2. Bundesliga Greuther Fürth trong mùa giải 2013–14, anh chuyển đến 1. FC Nürnberg. Màn trình diễn của anh tại Nürnberg đã giúp anh chuyển đến Hannover 96 vào năm 2016. Vào tháng 4 năm 2019, anh trở lại Werder Bremen cho mùa giải 2019–20 và gắn bó với câu lạc bộ trong bốn mùa giải trước khi gia nhập Borussia Dortmund vào năm 2023.
Là cựu cầu thủ trẻ quốc tế Đức, anh được triệu tập vào đội tuyển quốc gia Đức vào tháng 11 năm 2022 và tiếp tục đại diện cho đội tuyển tại FIFA World Cup 2022 và UEFA Euro 2024.

## Sự nghiệp quốc tế
Vào tháng 11 năm 2022, Füllkrug được triệu tập vào đội tuyển quốc gia Đức tham dự FIFA World Cup 2022 tại Qatar. Anh ra mắt cho đội tuyển quốc gia trong trận giao hữu với Oman với tư cách là cầu thủ dự bị và ghi bàn trong trận đấu đó. Anh cũng trở thành cầu thủ lớn tuổi nhất ra mắt cho đội tuyển Đức sau 20 năm, ở độ tuổi 29 năm 280 ngày sau Martin Max, người đã ra mắt cho đội tuyển Đức lúc 33 tuổi 253 ngày vào năm 2002. Vào ngày 27 tháng 11, anh ghi bàn thắng đầu tiên tại một kỳ World Cup cho đội tuyển Đức trong trận hòa 1–1 với Tây Ban Nha. Vào ngày 1 tháng 12, anh ghi một bàn thắng trong chiến thắng 4–2 trước Costa Rica. Tuy nhiên, Đức đã bị loại khỏi vòng bảng khi họ đứng thứ ba về hiệu số bàn thắng.
Füllkrug được điền tên vào đội hình Đức tham dự UEFA Euro 2024. Vào ngày 14 tháng 6 năm 2024, anh ra mắt kỳ UEFA Euro với tư cách là cầu thủ dự bị ở phút thứ 63 và ghi bàn năm phút sau đó khi đội chủ nhà đánh bại Scotland với tỷ số 5–1 trong trận mở màn của giải đấu. Vào ngày 23 tháng 6, anh ghi bàn gỡ hòa trong thời gian bù giờ trong trận hòa 1–1 với Thụy Sĩ ở trận đấu vòng bảng cuối cùng để đảm bảo suất vào vòng loại trực tiếp của đội mình với vị trí dẫn đầu bảng.

## Đời tư
Füllkrug có biệt danh là "Lücke" (tiếng Đức có nghĩa là "khoảng trống") vì răng cửa của anh. Anh có một người vợ tên là Lisa và một cô con gái sinh năm 2019. Em gái của anh, Anna-Lena, chơi ở vị trí tiền đạo cho Hannover 96, trong khi ông nội của anh là Gerd từng chơi cho SV Arminia Hannover.

## Thống kê sự nghiệp

### Câu lạc bộ
Tính đến 26 tháng 12 năm 2024
| Câu lạc bộ            | Mùa giải            | Giải vô địch        | Giải vô địch | Giải vô địch | Cúp quốc gia | Cúp quốc gia | Cúp Liên đoàn | Cúp Liên đoàn | Châu lục | Châu lục | Khác | Khác | Tổng cộng | Tổng cộng |
| Câu lạc bộ            | Mùa giải            | Hạng đấu            | Trận         | Bàn          | Trận         | Bàn          | Trận          | Bàn           | Trận     | Bàn      | Trận | Bàn  | Trận      | Bàn       |
| --------------------- | ------------------- | ------------------- | ------------ | ------------ | ------------ | ------------ | ------------- | ------------- | -------- | -------- | ---- | ---- | --------- | --------- |
| Werder Bremen II      | 2011–12             | 3. Liga             | 22           | 5            | —            | —            | —             | —             | —        | —        | —    | —    | 22        | 5         |
| Werder Bremen II      | 2012–13             | Regionalliga Nord   | 4            | 5            | —            | —            | —             | —             | —        | —        | —    | —    | 4         | 5         |
| Werder Bremen II      | Tổng cộng           | Tổng cộng           | 26           | 10           | —            | —            | —             | —             | —        | —        | —    | —    | 26        | 10        |
| Werder Bremen         | 2011–12             | Bundesliga          | 11           | 1            | 0            | 0            | —             | —             | —        | —        | —    | —    | 11        | 1         |
| Werder Bremen         | 2012–13             | Bundesliga          | 12           | 1            | 1            | 1            | —             | —             | —        | —        | —    | —    | 13        | 2         |
| Werder Bremen         | 2013–14             | Bundesliga          | 0            | 0            | 1            | 0            | —             | —             | —        | —        | —    | —    | 1         | 0         |
| Werder Bremen         | Tổng cộng           | Tổng cộng           | 23           | 2            | 2            | 1            | —             | —             | —        | —        | —    | —    | 25        | 3         |
| Greuther Fürth (mượn) | 2013–14             | 2. Bundesliga       | 21           | 6            | 1            | 0            | —             | —             | —        | —        | 2    | 0    | 24        | 6         |
| 1. FC Nürnberg        | 2014–15             | 2. Bundesliga       | 24           | 3            | 1            | 0            | —             | —             | —        | —        | —    | —    | 25        | 3         |
| 1. FC Nürnberg        | 2015–16             | 2. Bundesliga       | 30           | 14           | 2            | 1            | —             | —             | —        | —        | 2    | 0    | 34        | 15        |
| 1. FC Nürnberg        | Tổng cộng           | Tổng cộng           | 54           | 17           | 3            | 1            | —             | —             | —        | —        | 2    | 0    | 59        | 18        |
| 1. FC Nürnberg II     | 2015–16             | Regionalliga Bayern | 1            | 0            | —            | —            | —             | —             | —        | —        | —    | —    | 1         | 0         |
| Hannover 96           | 2016–17             | 2. Bundesliga       | 27           | 5            | 2            | 0            | —             | —             | —        | —        | —    | —    | 29        | 5         |
| Hannover 96           | 2017–18             | Bundesliga          | 34           | 14           | 2            | 2            | —             | —             | —        | —        | —    | —    | 36        | 16        |
| Hannover 96           | 2018–19             | Bundesliga          | 14           | 2            | 1            | 1            | —             | —             | —        | —        | —    | —    | 15        | 3         |
| Hannover 96           | Tổng cộng           | Tổng cộng           | 75           | 21           | 5            | 3            | —             | —             | —        | —        | —    | —    | 80        | 24        |
| Werder Bremen         | 2019–20             | Bundesliga          | 8            | 4            | 1            | 0            | —             | —             | —        | —        | 2    | 0    | 11        | 4         |
| Werder Bremen         | 2020–21             | Bundesliga          | 19           | 6            | 2            | 0            | —             | —             | —        | —        | —    | —    | 21        | 6         |
| Werder Bremen         | 2021–22             | 2. Bundesliga       | 33           | 19           | 1            | 0            | —             | —             | —        | —        | —    | —    | 34        | 19        |
| Werder Bremen         | 2022–23             | Bundesliga          | 28           | 16           | 2            | 0            | —             | —             | —        | —        | —    | —    | 30        | 16        |
| Werder Bremen         | 2023–24             | Bundesliga          | 2            | 0            | 1            | 1            | —             | —             | —        | —        | —    | —    | 3         | 1         |
| Werder Bremen         | Tổng cộng           | Tổng cộng           | 90           | 45           | 7            | 1            | —             | —             | —        | —        | 2    | 0    | 99        | 46        |
| Borussia Dortmund     | 2023–24             | Bundesliga          | 29           | 12           | 1            | 0            | —             | —             | 13       | 3        | —    | —    | 43        | 15        |
| West Ham United       | 2024–25             | Premier League      | 6            | 1            | 0            | 0            | 1             | 0             | —        | —        | —    | —    | 7         | 1         |
| Tổng cộng sự nghiệp   | Tổng cộng sự nghiệp | Tổng cộng sự nghiệp | 325          | 114          | 19           | 6            | 1             | 0             | 13       | 3        | 6    | 0    | 364       | 123       |

1. ↑  Bao gồm DFB-Pokal và FA Cup
2. ↑  Bao gồm EFL Cup
3. 1 2 3  Appearances in Bundesliga relegation play-offs
4. ↑  Ra sân tại UEFA Champions League

### Quốc tế
Tính đến 7 tháng 9 năm 2024
| Đội tuyển quốc gia | Năm       | Trận | Bàn |
| ------------------ | --------- | ---- | --- |
| Đức                | 2022      | 4    | 3   |
| Đức                | 2023      | 9    | 7   |
| Đức                | 2024      | 9    | 4   |
| Tổng cộng          | Tổng cộng | 22   | 14  |

Tỷ số và kết quả liệt kê bàn thắng của Đức được để trước, cột tỷ số cho biết tỷ số sau mỗi bàn thắng của Füllkrug.
| #  | Ngày                 | Địa điểm                                            | Trận | Đối thủ     | Bàn thắng | Kết quả | Giải đấu                      |
| -- | -------------------- | --------------------------------------------------- | ---- | ----------- | --------- | ------- | ----------------------------- |
| 1  | 16 tháng 11 năm 2022 | Khu liên hợp thể thao Sultan Qaboos, Muscat, Oman   | 1    | Oman        | 1–0       | 1–0     | Giao hữu                      |
| 2  | 27 tháng 11 năm 2022 | Sân vận động Al Bayt, Al Khor, Qatar                | 3    | Tây Ban Nha | 1–1       | 1–1     | FIFA World Cup 2022           |
| 3  | 1 tháng 12 năm 2022  | Sân vận động Al Bayt, Al Khor, Qatar                | 4    | Costa Rica  | 4–2       | 4–2     | FIFA World Cup 2022           |
| 4  | 25 tháng 3 năm 2023  | Sân vận động Mewa, Mainz, Đức                       | 5    | Perú        | 1–0       | 2–0     | Giao hữu                      |
| 5  | 25 tháng 3 năm 2023  | Sân vận động Mewa, Mainz, Đức                       | 5    | Perú        | 2–0       | 2–0     | Giao hữu                      |
| 6  | 28 tháng 3 năm 2023  | Sân vận động RheinEnergie, Köln, Đức                | 6    | Bỉ          | 1–2       | 2–3     | Giao hữu                      |
| 7  | 12 tháng 6 năm 2023  | Sân vận động Weser, Bremen, Đức                     | 7    | Ukraina     | 1–0       | 3–3     | Giao hữu                      |
| 8  | 14 tháng 10 năm 2023 | Sân vận động Pratt & Whitney, East Hartford, Hoa Kỳ | 10   | Hoa Kỳ      | 2–1       | 3–1     | Giao hữu                      |
| 9  | 17 tháng 10 năm 2023 | Lincoln Financial Field, Philadelphia, Hoa Kỳ       | 11   | México      | 2–2       | 2–2     | Giao hữu                      |
| 10 | 18 tháng 11 năm 2023 | Olympiastadion, Berlin, Đức                         | 12   | Thổ Nhĩ Kỳ  | 2–2       | 2–3     | Giao hữu                      |
| 11 | 26 tháng 3 năm 2024  | Waldstadion, Frankfurt am Main, Đức                 | 15   | Hà Lan      | 2–1       | 2–1     | Giao hữu                      |
| 12 | 14 tháng 6 năm 2024  | Allianz Arena, München, Đức                         | 17   | Scotland    | 4–0       | 5–1     | UEFA Euro 2024                |
| 13 | 23 tháng 6 năm 2024  | Waldstadion, Frankfurt am Main, Đức                 | 19   | Thụy Sĩ     | 1–1       | 1–1     | UEFA Euro 2024                |
| 14 | 7 tháng 9 năm 2024   | Merkur Spiel-Arena, Düsseldorf, Đức                 | 22   | Hungary     | 1–0       | 5–0     | UEFA Nations League A 2024–25 |

## Danh hiệu

### Câu lạc bộ
Borussia Dortmund
- Á quân UEFA Champions League: 2023–24

### Cá nhân
- Cầu thủ xuất sắc nhất tháng của Bundesliga: Tháng 9 năm 2022, tháng 10 năm 2022
- Đội hình tiêu biểu mùa giải của Bundesliga: 2022–23
- Đội hình tiêu biểu mùa giải của VDV Bundesliga: 2022–23
- Vua phá lưới Bundesliga: 2022–23